# Stuart Kellett
Stuart Kellett (* 12. August 1981 in Denton, Greater Manchester) ist ein englischer Dartspieler.

## Karriere
Kelletts erster Auftritt bei einem größeren Dartsturnier fand im Mai 2006 bei den Welsh Open statt. Dort zog er bis in die Runde der letzten 32 ein.
Bei den England National Championships ein Jahr später erreichte Kellett das Halbfinale. Die Qualifikation für die BDO World Darts Championship 2008 gelang ihm daraufhin zwar nicht, jedoch spielte er das World Masters 2007 und zog hierbei bis ins Achtelfinale ein. Zuvor gewann Kellett unter anderem gegen Ex-Weltmeister Andy Fordham und Stuart Bousfield, bevor er gegen Martin Adams ausschied.
Sein erstes Viertelfinale bei der British Darts Organisation bzw. World Darts Federation erreichte Kellett im Juli 2008 bei den British Classic. Letzter Gegner war hierbei Gary Anderson. Einen Monat später ging es für Kellett sogar bis ins Halbfinale, bevor er gegen den Überraschungsfinalisten Johnny Petermans verlor.
Beim World Masters 2008 schied Kellett nach nur einem Sieg aus. Erstmals spielte er danach das Zuiderduin Masters, verlor jedoch seine Vorrundengruppe gegen Mareno Michels und Darryl Fitton.
Bei den Welsh Open 2009 erreichte Kellett das Halbfinale, in welchem er mit 1:2 in Sätzen gegen Mark Barilli unterlag. Ansonsten war das Jahr wenig erfolgreich für KO. Auch beim World Masters enttäuschte Kellett eher. Bei den Northern Ireland Open im November spielte er sich noch einmal ins Halbfinale.
Im Februar 2010 konnte Kellett dann seinen ersten größeren Turniersieg einfahren. Bei den Scottish Open setzte er sich unter anderem gegen Scott Waites und Remco van Eijden durch, bevor er das Finale mit 6:3 gegen Dennis te Kloese gewann.
Bei den Antwerp Open holte Kellett dann erneut den Turniersieg durch einen 3:2-Erfolg über Gino Vos. Halbfinale, bei dem Welsh Open und Viertelfinale bei den BDO International Open folgten. Bei den British Classic unterlag Kellett außerdem erst im Finale gegen Ross Montgomery.
Bei den World Masters 2010 zeigte Kellett dann seine bis dahin beste Leistung bei einem Major. Nach Siegen über Tony West, Ted Hankey und Martin Phillips zog er bis ins Finale ein. Dort unterlag er zwar Martin Adams mit 3:7 in Sätzen, strich dafür jedoch ein Preisgeld von £10.000 ein.
Beim Zuiderduin Masters siegte Kellett zunächst über Gino Vos und dann Scott Mitchell um seine Gruppe als Erstplatzierter abzuschließen. Im Viertelfinale verlor er dann jedoch gegen den späteren Turniersieger Ross Montgomery.
Durch seine hervorragenden Leistungen qualifizierte sich Kellett als Zweitplatzierter der BDO invitational Table für die BDO World Darts Championship 2011. In der ersten Runde gewann er souverän mit 3:0 gegen Darryl Fitton. Danach schied er jedoch mit 1:4 gegen Jan Dekker aus.
2011 verlief wiederum wenig erfolgreich für Kellett. Ein Achtelfinaleinzug bei den Belgium Open im August war die beste Leistung. Auch die erneute Qualifikation für die WM misslang. Beim World Masters 2011 gewann er kein Spiel.
Im Januar 2012 nahm Kellett an der PDC Qualifying School teil. Am zweiten Tag gelang ihm dabei der Turniersieg und damit das Erspielen einer Tour Card für die kommenden zwei Jahre.
Bei den UK Open Qualifiers 2012 konnte sich Kellett durch mehrere Siege für die UK Open qualifizieren, wo er schließlich eine Runde überstand.
Beim Players Championship Nummer 7 zog Kellett ins Achtelfinale ein. Sein Debüt auf der European Darts Tour gab er bei den European Darts Open. Er verlor jedoch sein Auftaktmatch gegen Mervyn King mit 3:6. Zwei Monate später gewann er jedoch bei den German Darts Masters sein erstes Spiel mit 6:4 gegen Colin Lloyd. In der zweiten Runde spielte Kellett jedoch eine knappe Niederlage gegen Vincent van der Voort.
Es folgten weitere Achtelfinals bei den Players Championships 2012, für eine direkte Qualifikation für die WM reichte es jedoch nicht. Der Weg führte ihn über einen Qualifier, welchen er bravourös meisterte.
Bei der PDC World Darts Championship 2013 startete Kellett in der ersten Runde gegen Vincent van der Voort. Er verlor jedoch deutlich mit 0:3.
Bei den UK Masters 2013 erreichte Kellett sein erstes PDC-Finale. Dafür whitewashte er Peter Wright in Runde eins, bevor er 6:1 gegen Colin Lloyd, 6:5 gegen Dave Chisnall und 6:1 gegen Robert Thornton gewann. Im Halbfinale gelang dann ein 6:3-Sieg gegen Andy Hamilton. Im Finale traf er dann auf Ex-Weltmeister John Part und verlor mit 4:6.
Ein weiteres Finale auf der Pro Tour verlor Kellett beim Players Championship Nummer 2 mit 1:6 gegen Michael van Gerwen. Zuvor besiegte er jedoch Dartslegende Phil Taylor mit 6:4.
Bei den UK Open 2013 zog Kellett nach einem 9:3-Sieg über Dennis Smith in die Runde der letzten 32 ein, wo er mit demselben Ergebnis gegen Jelle Klaasen verlor.
Im Juli gab er dann zwei Major-Debüts bei der PDC. Zunächst verlor er sein Auftaktmatch bei der European Darts Championship gegen Ronny Huybrechts, bevor er auch beim World Matchplay direkt verlor. Ein 1:10 musste er gegen Phil Taylor einstecken.
Bei den German Darts Masters kam Kellett ins Achtelfinale. Beim World Grand Prix verlor Kellett abermals in Runde eins, diesmal gegen Raymond van Barneveld.
Über den Wild Card Qualifier kam Kellett zum Grand Slam of Darts 2013. Dabei gelang ihm ein Sieg gegen Kevin Painter, aufgrund zweier Niederlagen gegen Phil Taylor und Paul Nicholson schaffte er dennoch nicht die Qualifikation für die Endrunde.
Bei seinem Debüt bei den Players Championship Finals verlor Kellett mit 5:6 gegen Gary Anderson.
Über die PDC Pro Tour Order of Merit qualifizierte sich Kellett für die PDC World Darts Championship 2014. Im Duell gegen Paul Nicholson gewann er jedoch keinen Satz und verlor 0:3.
Ins Achtelfinale zog Kellett bei den Dutch Darts Masters im Februar ein. Die UK Open beendete er mit einem gewonnenen Spiel.
Ein Viertelfinale erreichte Kellett beim Players Championship Nummer 12. Ansonsten stand Kellett nicht unter den letzten 8. Auch die Qualifikation für die meisten Majors im Jahr 2014 gelang ihm nicht.
Zu der PDC World Darts Championship 2015 kam Kellett als Nummer 32 der PDC Order of Merit und war damit erstmals gesetzt. Er verlor jedoch gegen den Qualifikanten der Super League Darts 2014 Sascha Stein.
Die UK Open 2015 begannen für Kellett mit einem Sieg gegen Robbie Green, bevor er jedoch gegen Joe Murnan verlor. Ansonsten erreichte er gerade einmal ein Achtelfinale auf der PDC Pro Tour, sodass er wieder die restlichen Majors des Jahres verpasste. Im Qualifier für die Weltmeisterschaft scheiterte er im Halbfinale.
Die UK Open 2016 verliefen wiederum erfolgreicher für Kellett. Nach Siegen über Nathan Aspinall, Joey ten Berge und Michael Smith stand er im Achtelfinale, in dem jedoch Barry Lynn mit 5:9 die Oberhand behielt. Auf der PDC Pro Tour gab es jedoch erneut wenig zu holen, was dazu führte, dass er zum Ende des Jahres sogar seine Tour Card verlor.
Es gelang ihm auch nicht, sie bei der Q-School im Januar zurückzuholen. An den UK Open Qualifiers durfte er dennoch teilnehmen und erreichte ein Achtelfinale. Als Nachrücker spielte er ebenfalls Players Championships und zog beim Turnier Nummer 8 sogar ins Viertelfinale ein, nachdem er einen Monat zuvor früh bei den UK Open ausgeschieden war.
Ab März 2017 begann Kellett damit, die PDC Challenge Tour zu spielen. Schnell erreichte er hier die vorderen Runden wie ein Viertelfinale im April. Im September erreichte er sein erstes Finale auf der Challenge Tour, welches er jedoch gegen Wayne Jones verlor.
Bei der Qualifying School 2018 schaffte es Kellett erneut nicht, die Tour Card zurückzugewinnen, folglich trat er wieder bei der Challenge Tour an, wo er beim vierten Turnier ins Viertelfinale kam. Er qualifizierte sich außerdem zum bisher letzten Mal für die UK Open, wo er erneut kein Spiel gewinnen konnte.
Im Mai erreichte er das Halbfinale auf der Challenge Tour. Jedoch reichte es auch 2019 bei der Q-School nicht. Mit der PDC Challenge Tour, die Kellett dann noch voll spielte, beendete er dann vorzeitig seine Profikarriere.
Als die PDC am 6. Januar 2023 die Teilnehmerliste für die Q-School 2023 veröffentlichte, war Kellett ebenfalls unter den Anmeldungen zu finden. Ihm gelang hierbei auch die Qualifikation für die Final Stage über die Rangliste. Für eine Tour Card reichte es jedoch klar nicht.

## Weltmeisterschaftsresultate

### BDO
- 2011: 2. Runde (1:4-Niederlage gegen  Jan Dekker)

### PDC
- 2013: 1. Runde (0:3-Niederlage gegen  Vincent van der Voort)
- 2014: 1. Runde (0:3-Niederlage gegen  Paul Nicholson)
- 2015: 1. Runde (1:3-Niederlage gegen  Sascha Stein)